# Ardeotis
Ardeotis – rodzaj ptaków z rodziny dropi (Otididae).

## Zasięg występowania
Rodzaj obejmuje gatunki występujące w Afryce, Azji i Australazji.

## Morfologia
Długość ciała samców 70–122 cm, samic 50–92 cm; masa ciała samców 4000–19 000 g, samic 2200–5900 g.

## Systematyka

### Etymologia
- Ardeotis: zbitka wyrazowa nazw rodzajów: Ardea Linnaeus, 1758 (czapla) oraz Otis Linnaeus, 1758 (drop)[8].
- Choriotis: prawdopodobnie zbitka wyrazowa epitetu gatunkowego Otis kori Burchell, 1822[9]. Gatunek typowy: Otis arabs Linnaeus, 1758.
- Neotis: gr. νεος neos „nowy, inny”; ωτις ōtis, ωτιδος ōtidos „drop”[10]. Gatunek typowy: Otis ludwigii Rüppell, 1837.
- Austrotis: zbitka wyrazowa epitetu gatunkowego Otis australis J.E. Gray, 1829[11]. Gatunek typowy: Otis australis J.E. Gray, 1829.

### Podział systematyczny
Do rodzaju należą następujące gatunki:
- Ardeotis arabs (Linnaeus, 1758) – drop arabski
- Ardeotis kori (Burchell, 1822) – drop olbrzymi
- Ardeotis nigriceps (Vigors, 1831) – drop indyjski
- Ardeotis australis (J.E. Gray, 1829) – drop australijski
- Ardeotis ludwigii (Rüppell, 1837) – drop czarnogłowy
- Ardeotis denhami (Children & Vigors, 1826) – drop białoskrzydły
- Ardeotis heuglinii (Hartlaub, 1859) – drop etiopski
- Ardeotis nuba (Cretzschmar, 1826) – drop nubijski